# Insenatura di Violante
L'insenatura di Violante (in inglese Violante Inlet) è un'insenatura ricoperta di ghiaccio, lunga circa 26 km, in direzione est-ovest, e larga da 19 a 24, situata sulla costa di Black, nella parte orientale della Terra di Palmer, in Antartide. L'insenatura si estende in particolare da capo Fanning a capo Herdman, subito a sud dell'insenatura di Wüst.
All'interno dell'insenatura, le cui acque sono ricoperte dalla piattaforma glaciale Larsen D, o comunque delle cale situate sulla sua costa, si gettano diversi ghiacciai, tra cui il Böhnecke, il Defant, l'Heezen e il Maury.

## Storia
L'insenatura di Violante è stata scoperta da alcuni membri del Programma Antartico degli Stati Uniti d'America di stanza alla base Est durante una ricognizione aerea svolta nel dicembre 1940 ed è stata poi battezzata in onore del maggiore Andre L. Violante, che progettò gli edifici prefabbricati utilizzati nella spedizione, resi particolarmente efficienti dal loro pavimento sopraelevato.